# Тумбура
Тумбура је град у вилајету Западна Екваторија у југоисточном делу Јужног Судана. Налази је на изворнишним крацима реке Џур на око 20 километара од границе са Централноафричком Републиком. у близини града се и налази локални аеродром. У Тумбури живи 7.436 становника.